# Xlet
Un xlet, també conegut com una aplicació MHP o una aplicació DVB-J, és un programa escrit en llenguatge Java que serà interpretat per una màquina virtual Java implementada en un televisor digital o en un analògic amb un STB incorporat.
Els xlets han de compartir la superfície de la pantalla amb els continguts multimèdia, amb els quals s'han d'entremesclar i ensolapar. Així, és possible visualitzar dades que poden sincronitzar-se amb els continguts audiovisuals tradicionals i fer-ne factible llur interacció amb l'espectador. Fins i tot, els xlets fan possible que el receptor es comuniqui amb l'emissor o proveïdor de continguts en cas de disposar de canal de retorn.
Els xlets són semblants als applets, ja que ambdós s'executen sobre una aplicació externa (el navegador en el cas dels applets) que permet iniciar, parar i controlar els xlets o bé els applets. I a més tots dos comparteixen que n'hi pot haver varis executant-se
simultàniament, però tan sols un xlet pot ser visualitzat en la pantalla TV degut a les restriccions de hardware. Un xlet té un cicle de vida propi consistent en la seva càrrega, l'inici, la pausa i, finalment, la destrucció del xlet, accions que són controlades per l'aplicació externa.